# 花闪腹蛛
花闪腹蛛（学名：Hypselistes florens）为皿蛛科闪腹蛛属的动物。分布于欧洲以及中国大陆的内蒙古等地。该物种的模式产地在欧洲。